# مربی سال آمریکای جنوبی
مربی سال آمریکای جنوبی جایزه‌ای است که هر سال به یک مربی فوتبال اهل آمریکای جنوبی که در یک تیم باشگاهی یا ملی آمریکای جنوبی مربی‌گری می‌کند، تعلق می‌گیرد. این جایزه از سال ۱۹۸۶ از سوی روزنامه اروگوئه‌ای ال پائیس اهدا می‌شود.

## برندگان
| سال  | مربی                  | تیم              |
| ---- | --------------------- | ---------------- |
| ۱۹۸۶ | کارلوس بیلاردو        | آرژانتین         |
| ۱۹۸۷ | کارلوس بیلاردو        | آرژانتین         |
| ۱۹۸۸ | روبرتو فلیتاس         | ناسیونال         |
| ۱۹۸۹ | سباستیائو لازرونی     | برزیل            |
| ۱۹۹۰ | لوئیس کوبیلا          | المپیا           |
| ۱۹۹۱ | آلفیو باسیله          | آرژانتین         |
| ۱۹۹۲ | تله سانتانا           | سائو پائولو      |
| ۱۹۹۳ | فرانسیسکو ماتورانا    | کلمبیا           |
| ۱۹۹۴ | کارلوس بیانچی         | ولز سارسفیلد     |
| ۱۹۹۵ | هکتور نونیز           | اروگوئه          |
| ۱۹۹۶ | هرنان داریو گومز      | کلمبیا           |
| ۱۹۹۷ | دانیل پاسارلا         | آرژانتین         |
| ۱۹۹۸ | کارلوس بیانچی         | بوکا جونیورز     |
| ۱۹۹۹ | فیلیپه اسکولاری       | پالمیراس         |
| ۲۰۰۰ | کارلوس بیانچی         | بوکا جونیورز     |
| ۲۰۰۱ | کارلوس بیانچی         | بوکا جونیورز     |
| ۲۰۰۲ | فیلیپه اسکولاری       | برزیل            |
| ۲۰۰۳ | کارلوس بیانچی         | بوکا جونیورز     |
| ۲۰۰۴ | لوئیز فرناندو مونتویا | اونس کالداس      |
| ۲۰۰۵ | آنیبال رویز           | پاراگوئه         |
| ۲۰۰۶ | کلودیو بورگی          | کولو-کولو        |
| ۲۰۰۷ | خراردو مارتینو        | پاراگوئه         |
| ۲۰۰۸ | ادگاردو بائوسا        | ال‌دی‌یو کیتو      |
| ۲۰۰۹ | مارچلو بیلسا          | شیلی             |
| ۲۰۱۰ | اسکار تابارس          | اروگوئه          |
| ۲۰۱۱ | اسکار تابارس          | اروگوئه          |
| ۲۰۱۲ | خوزه پکرمن            | کلمبیا           |
| ۲۰۱۳ | خوزه پکرمن            | کلمبیا           |
| ۲۰۱۴ | خوزه پکرمن            | کلمبیا           |
| ۲۰۱۵ | خورخه سامپائولی       | شیلی             |
| ۲۰۱۶ | رینالدو روئدا         | اتلتیکو ناسیونال |
| ۲۰۱۷ | چیچی                  | برزیل            |

## برندگان براساس ملیت
| کشور     | جایزه | مجموع |
| -------- | ----- | ----- |
| آرژانتین | ۱۰    | ۱۷    |
| اروگوئه  | ۵     | ۶     |
| برزیل    | ۴     | ۵     |
| کلمبیا   | ۴     | ۴     |